# Mabank
Mabank est une ville située en limite des comtés de Henderson et de Kaufman, au Texas, aux États-Unis,.

## Démographie
Lors du recensement de 2010, la ville comptait une population de 3 035 habitants. Elle est estimée, en 2016, à 3 388 habitants.

### Source de la traduction
- (en) Cet article est partiellement ou en totalité issu de l’article de Wikipédia en anglais intitulé « Mabank, Kaufman County, Texas » (voir la liste des auteurs).